# Asparagus sichuanicus
Asparagus sichuanicus — вид рослин із родини холодкових (Asparagaceae).

## Біоморфологічна характеристика
Це дводомна трав'яниста рослина і злегка напівкущ. Стебла виткі, сильно розгалужені, до 40 см і більше, злегка смугасті; гілки розлогі. Кладодії у пучках по 6–8(16), ± притиснуті до гілок, 5–9 × ≈ 0.4 мм, злегка сплощені. Листова шпора шипаста, шип гострий. Суцвіття розвиваються з кладодіями. Чоловічі квітки: парні; квітконіжка ≈ 5 мм; оцвітина пурпурувато-коричнева, дзвіночкова. Ягода червона, 9–10 мм у діаметрі, 4- чи 5-насінна. Період цвітіння: квітень і травень; період плодоношення: серпень і вересень.

## Середовище проживання
Ареал: Китай (Тибей і Сичуань).
Населяє рідколісся, трав'янисті схили, узбіччя доріг; на висотах від 1500 до 3300 метрів.